# Modrý tým

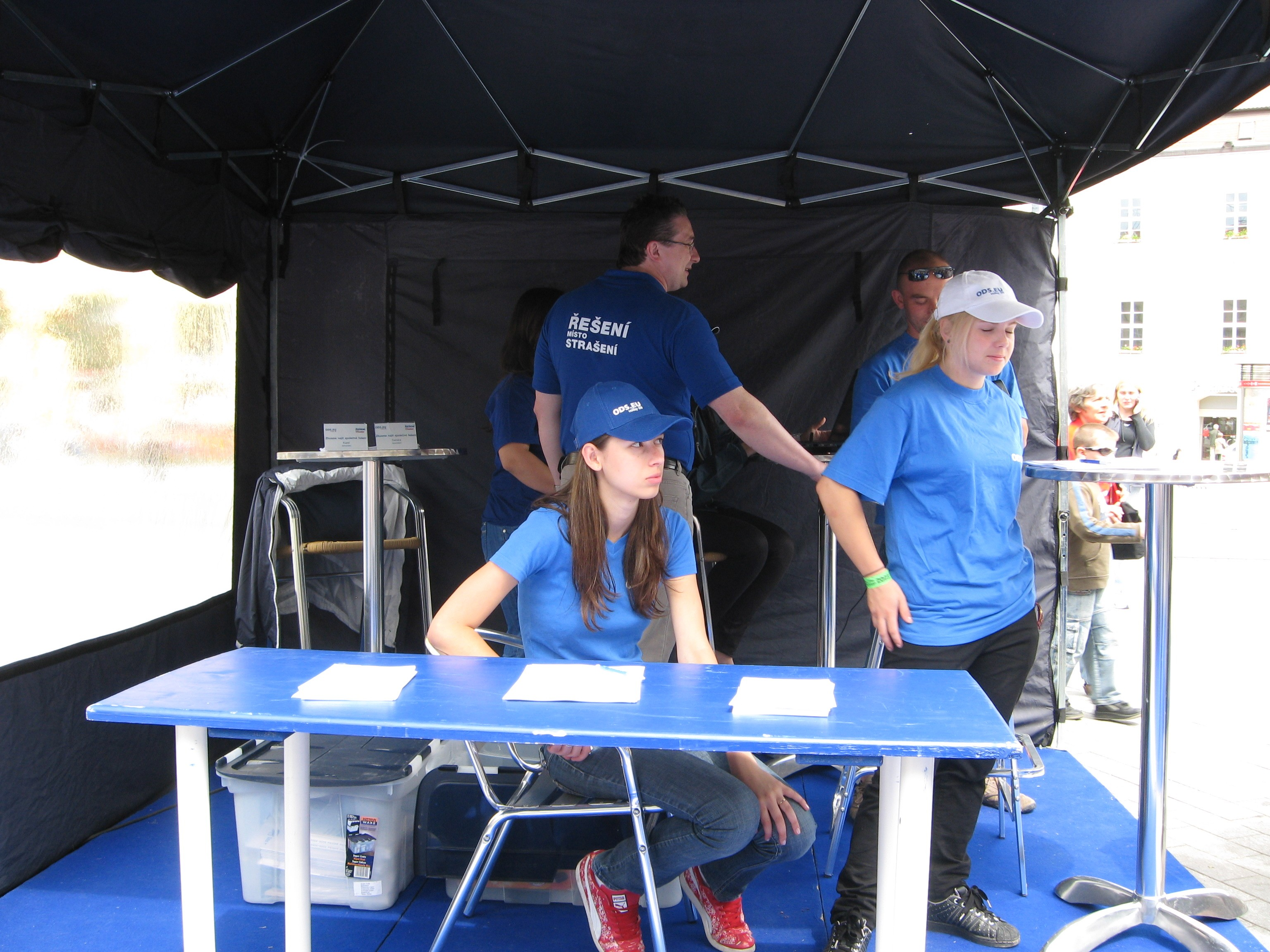
Stánek Modrého týmu na předvolební akci ODS v Brně

Modrý tým je projekt Občanské demokratické strany. Jde o skupinu dobrovolníků, kteří podporují pravicovou politiku. Podle definice z webových stránkách projektu členové týmu „věří, že mohou ovlivnit dění v České republice; nevěří slibům a populismu levice; jsou zodpovědní, sebevědomí, schopní; jsou aktivní, pracovití a zajímají se o společenské dění; mají svůj názor a umí ho říci; chtějí pozitivně ovlivnit osud a budoucnost České republiky a podporují ODS ve volebních kampaních.“
Projekt byl oficiálně představen na tiskové konferenci 29. dubna 2009 a jeho patronem se stal první místopředseda ODS David Vodrážka. 12. května bylo na webových stránkách projektu oznámeno, že Modrý tým už má tisícího člena. V červnu 2009 měl tým více než 2000 členů a v květnu 2010 více než 9100 členů.
Během voleb do Evropského parlamentu se členové Modrého týmu již aktivně zapojovali do kampaně a vystupovali vedle kandidátů a představitelů ODS mezi kterými byli například i Mirek Topolánek, Jan Zahradil, Evžen Tošenovský aj.
Členem Modrého týmu se může stát občan České republiky, který dosáhl věku 15 let a sdílí hodnoty Modrého týmu. Přihlášku lze stáhnout na webových stránkách projektu, vyplnit a odeslat poštou. Jinou možností je vyplnit internetový formulář. Přibližně po deseti dnech obdrží nový člen poštou členskou kartu a heslo pro vstup do vnitřní sítě Modrého týmu, která slouží pro komunikaci mezi členy. Ti zde mohou mezi sebou komunikovat, organizovat různé akce apod.
Projekt Modrého týmu byl inspirován podobnými projekty ze západních zemí, kde dobrovolnická podpora v politických kampaních běžně funguje.